# Vernon Maxwell
Vernon Maxwell (Gainesville, Florida, 12 de septiembre de 1965) es un jugador de baloncesto profesional estadounidense retirado que jugó en la NBA entre 1988 y 2001, con su mayor periodo en Houston Rockets. Aparte de sus logros en baloncesto, fue famoso por su errático comportamiento en público y sus enfrentamientos con la ley, siendo arrestado ocho veces en diez años. Apodado "Mad Max" (el loco Max) volvió a ser llamado Maxwell debido a su gran acierto en la línea de tres, que alcanzó su mayor éxito en el decisivo partido de las Finales de la NBA de 1994 entre Houston y New York. Maxwell es uno de los pocos jugadores que han conseguido anotar 30 puntos en un solo cuarto, y en ese partido anotó además 51 puntos en total, el 26 de enero de 1991 ante Cleveland.

## Trayectoria deportiva

### Universidad
Como sénior en el instituto, Maxwell fue Míster Baloncesto del estado de Florida, además fue nombrado back defensivo del estado en fútbol americano. Promedió 20,2 puntos en su temporada sénior y aún posee 15 récords en los Gators. Dejó el colegio tras cuatro años como el máximo anotador de los Gators (2.450) y como el segundo anotador en la Conferencia Sudeste después de Pete Maravich. Promedió más de 20 puntos en sus dos temporadas en la categoría júnior, aunque la Universidad de Florida borraría todos los puntos anotados por Maxwell en estas temporadas.

### Profesional
Después de Florida, Vernon Maxwell comenzó a jugar en la NBA. Fue miembro clave en el equipo de los Houston Rockets que consiguió los títulos de 1994 y 1995. Su participación decayó a partir de febrero de 1995 tras la llegada de Clyde Drexler. Tras una derrota en los playoffs de 1995 contra Utah Jazz,  dejó el equipo y no jugó las Finales. Conocido por su tiro, Vernon Maxwell consiguió varias canastas para ganar el partido a lo largo de su carrera. Su defensar era bastante tenaz y es recordado por mantener en bajas cifras a Michael Jordan. Vernon adquirió reputación como jugador luchador. Fue mencionado en el Late Show with David Letterman en 1994. Letterman le preguntó a su invitado, Spike Lee, si había un jugador similar en los Rockets del estilo de Reggie Miller, a lo que Spike respondió, "Mad Max". Durante la campaña de 1995-1996 con los 76ers, Maxwell contemplaba irse a los Philadelphia Eagles (fútbol americano), volviendo a sus comienzos en el instituto. La última contribución significativa de Maxwell en la NBA fue durante los Playoffs de 1999, jugando un rol crucial con los Kings llevando a Utah al límite de las series.